# Forces armées de la zone sud de l'océan Indien
Les forces armées de la zone sud de l'océan Indien, abrégées en FAZSOI.
Ils garantissent la protection du territoire national et animent la coopération régionale depuis la Réunion et Mayotte.
Elles constituent le point d'appui principal du théâtre "Océan Indien" pour lutter contre les menaces régionales, telles que la piraterie ou l'immigration illégale, assurer la surveillance des Zones Economiques Exclusives (ZEE) associées à l'ensemble des îles de la zone de responsabilité et conserver une capacité régionale d'intervention rapide.

## Historique

### Géopolitique de la zone
Le positionnement de l'île de la Réunion lui a conféré un rôle stratégique d'importance variable selon les époques.
La Réunion est déjà à l'époque de la Route des Indes une position française située entre Le Cap et les comptoirs d'Inde, bien qu'éloignée du Canal du Mozambique. L'île Bourbon (son appellation sous l'Ancien Régime) n'est pourtant pas la position préférée pour le commerce et l'armée. En effet, le gouverneur Labourdonnais affirme alors que l'Isle de France (l'île  Maurice) est une terre d'avenir, grâce à sa topographie peu contraignante et à la présence de deux ports naturels. Il considère que Bourbon a plutôt pour vocation d'être un entrepôt ou une base de secours pour l'Isle de France. L'ouverture du Canal de Suez détourne une grande partie du trafic maritime du sud de l'Océan Indien et réduit l'importance stratégique de l'île. Ce déclin est confirmé par l'importance accordée à Madagascar, bientôt colonisée.
Depuis les années 2000, un sous-ensemble géopolitique tend à s'esquisser sous l’appellation Sud-Ouest de l'océan Indien.

### Missions accomplies par les Forces armées de la zone sud de l'océan Indien
- Opération Oside : rétablir la légitimité gouvernementale aux Comores, en 1989.
- Opération Iskoutir :  faire respecter le cessez-le-feu entre les troupes djiboutiennes et le FRUD, 1993.
- Opération Azalée : intervention militaire aux Comores pour faire échec à un coup d'état des mercenaires de Bob Denard, en 1995.
- Opération Turquoise : une compagnie du 2e RPIMa intègre la force qui a mission de faire cesser le génocide des Tutsi, en 1994.
- Opération Mangoro : aide aux populations de Madagascar à la suite du passage des cyclones Eline et Gloria, en 2000.
- Mission Atalante : détachement de moyens navals pour lutter contre la piraterie dans le golfe d'Aden et l'océan Indien, de 2009 jusqu'à aujourd'hui.
- Opération Wuambushu

## Missions
Force de souveraineté et force de présence dans une zone de responsabilité permanente aux élongations importantes, les FAZSOI remplissent un large éventail de missions qui sollicitent les capacités des trois armées : 
- Des missions de souveraineté dans la Zone de Responsabilité Permanente(ZRP) des FAZSOI en maintenant une présence permanente sur les îles Eparses Europa, Juan de Nova et Glorieuses, en assurant des missions de police des pêches, de recherche et de sauvetage en mer, de lutte contre la piraterie et de surveillance des approches maritimes ;
- Des missions de surveillance et de protection de la navigation commerciale et des intérêts français dans la Zone Economique Exclusive(ZEE);
- Des missions de formation au Centre d'aguerrissement  tropical de la Réunion(CATR) du 2e RPIMa et au centre d'instruction et d'aguerrissement nautique (CIAN) du DLEM ;
- L'organisation d'activités de coopération régionale ;
- La conduite ou la participation à une opération militaire dans un environnement national ou multinational dans la zone.Le Transall des FAZSOI en mission sur l'Île Tromelin en 2013.

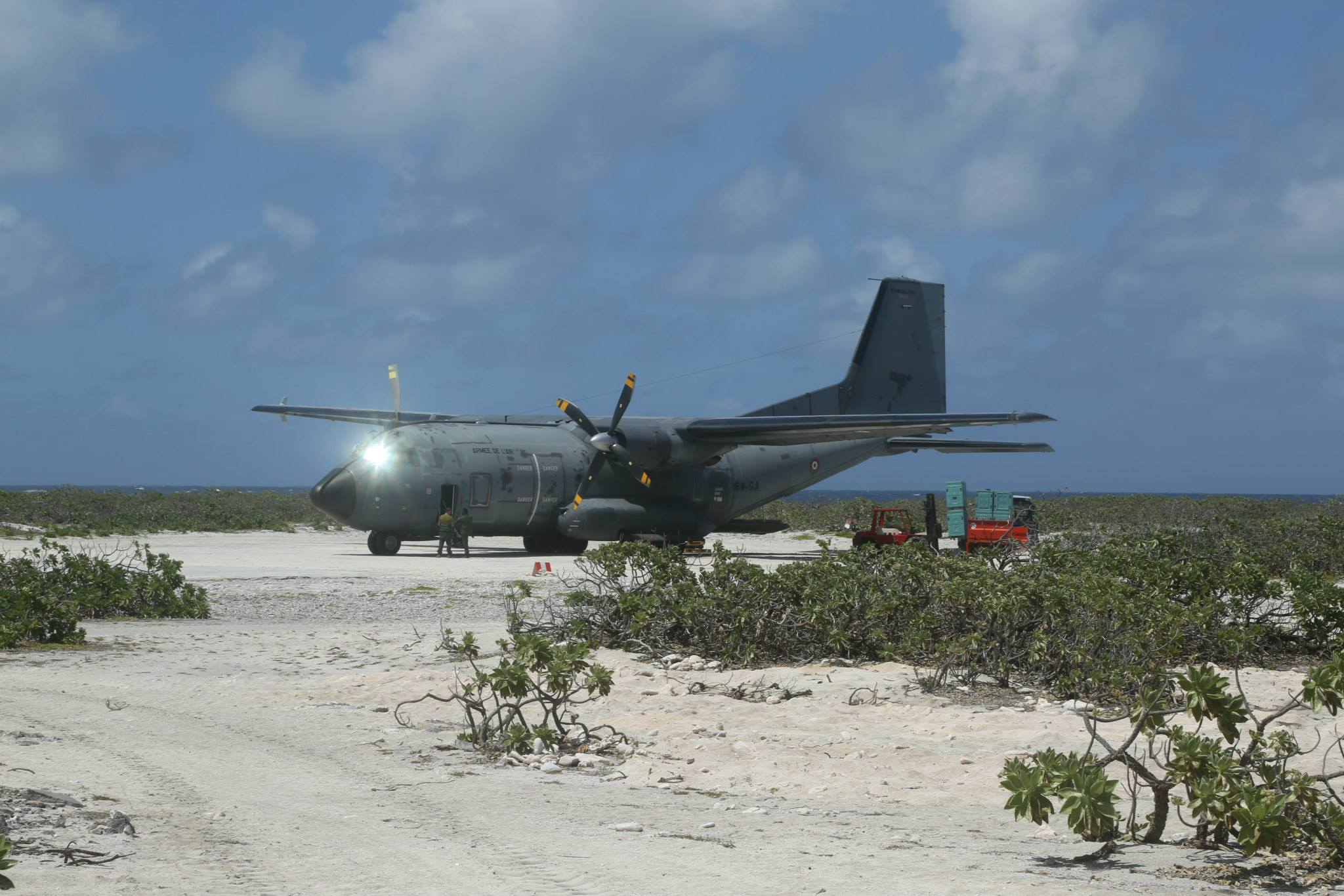
Le Transall des FAZSOI en mission sur l'Île Tromelin en 2013

## Organisation
Les FAZSOI se composent de 1700 militaires des trois armées dont près de 140 permanents ainsi que de 300 civils de La Défense.

### Commandement
Les FAZSOI sont placées sous la responsabilité d'un Commandant Supérieur (COMSUP FAZSOI), qui est lui-même sous le commandement opérationnel du chef d'état-major des armées (CEMA). Ce Commandant supérieur est un officier général de l'Armée de terre qui a habituellement le grade de général de brigade.
Il s'agit actuellement du général de brigade Jean-Marc Giraud en poste depuis le 1er août 2023. Le poste de commandement des Forces armées de la zone sud de l'océan Indien est situé à la caserne Lambert de Saint-Denis.

### Composantes
On trouve dans la zone sud de l'océan Indien, les différentes composantes des forces armées françaises (armée de terre, armée de l'air et marine nationale).

#### Composante Terre

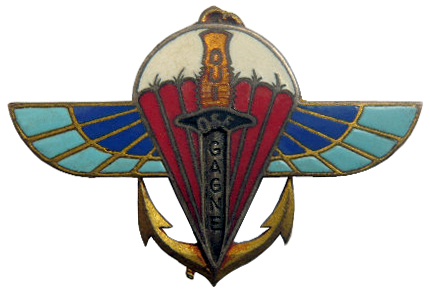
Insigne régimentaire du 2e RPIMa

Le 2e Régiment de parachutistes d'infanterie de marine (2e RPIMa) est basé à la Réunion. Il est réparti sur plusieurs emprises (Quartier Chef de bataillon Dupuis à Saint-Pierre et caserne Lambert à Saint-Denis) et est formé de 6 compagnies. Le 2e RPIMa dispose du Centre d'aguerrissement tropical de la Réunion (CATR) situé  à la Saline-les-Bains.
Le 2e RPIMa est composé de :
- 3 compagnies de combat (2 compagnies ProTerre, 1 compagnie TAP)
- 1 compagnie de commandement et de soutien
- 1 compagnie de maintenance
- 1 compagnie de réserve (la 2e appelé « compagnie Bourbon »)

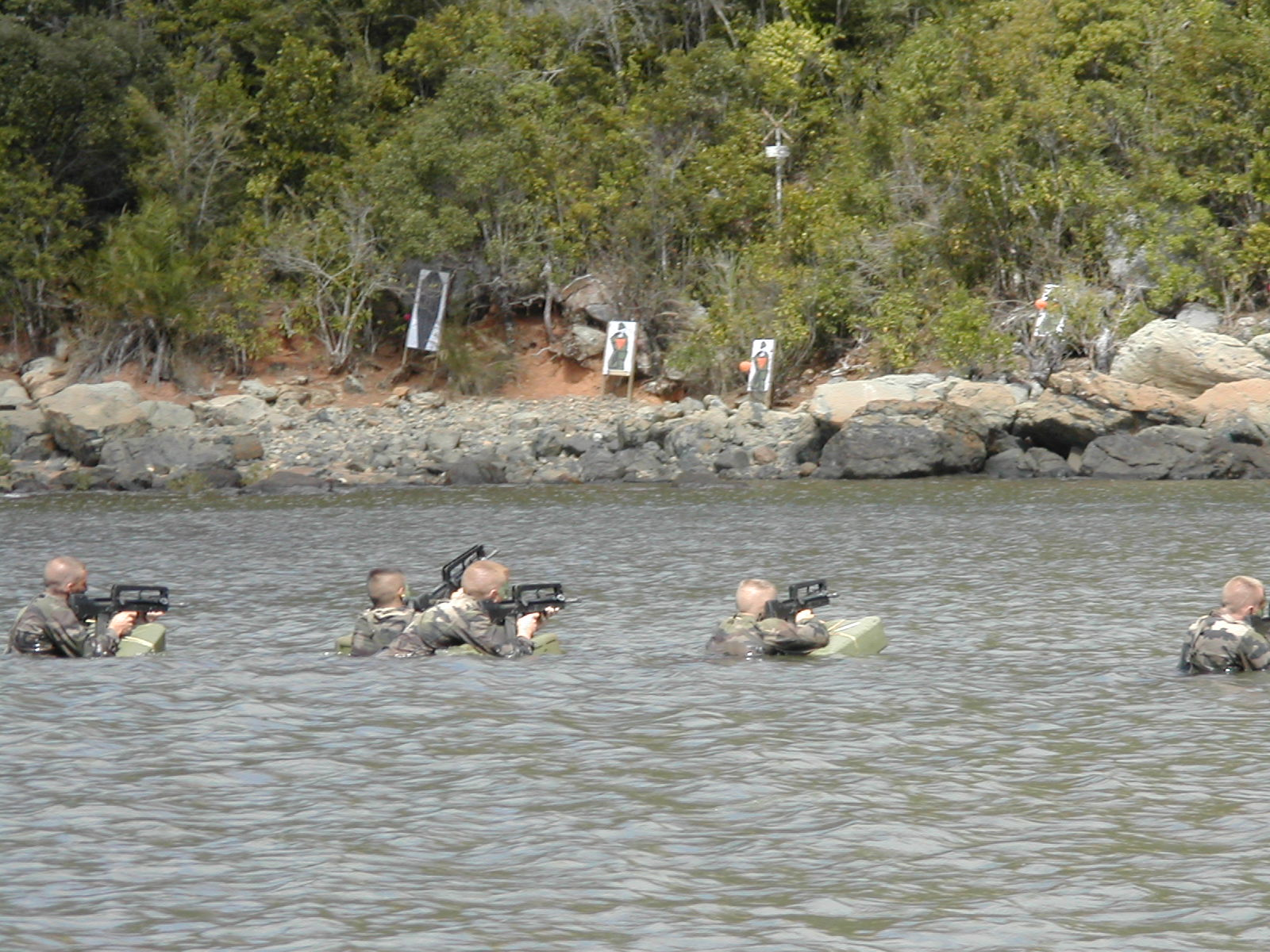
Séance de tir depuis la lagune au DLEM.

La compagnie de commandement et de soutien comprend une section commando d’appui à l’engagement (SCAE) composée du groupe de commandos parachutistes (GCP) et du groupe d’assaut par mer (GAM).
Le 2e RPIMa arme des détachements à Europa et à Juan de Nova.
Le 5e régiment étranger est basé à Dzaoudzi. Il est stationné au Quartier Cabaribère sur l'île de Dzaoudzi. Il comprend deux unités élémentaires. Le 5e RE dispose du centre d'instruction et d'aguerrissement nautique (CIAN) installé sur la plage du Bouilleur et d'un camp brousse à Kwale.
Le 5e RE est composé de :
- 1 compagnie de commandement et de logistique
- 1 compagnie d'infanterie

Il arme en permanence un poste sur les Îles Glorieuses.

#### Composante Mer

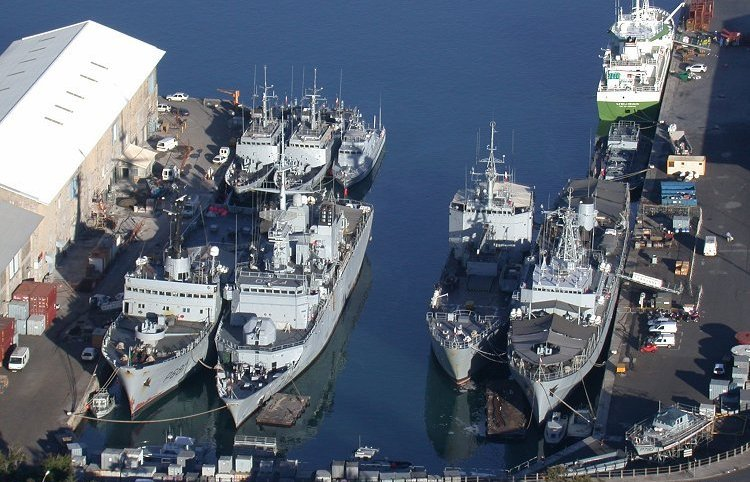
L'ensemble de la flotte militaire basée à Port Réunion photographiée en 2002. De gauche à droite : le patrouilleur austral Albatros P681 (désarmé en 2015), la frégate Floréal (F730) à couple, derrière les patrouilleurs type P400 La Rieuse P690 (transféré au Kenya en 2011) et La Boudeuse P683 (désarmé en 2011) et le patrouilleur de gendarmerie maritime la Jonquille P721 (basé à Toulon depuis 2008), le BATRAL La Grandière à couple du BSM Garonne A617, derrière la citerne CIGH22, et en bas à droite la vedette de sureté maritime et portuaire (VSMP) Vetiver (P790) (à sec).

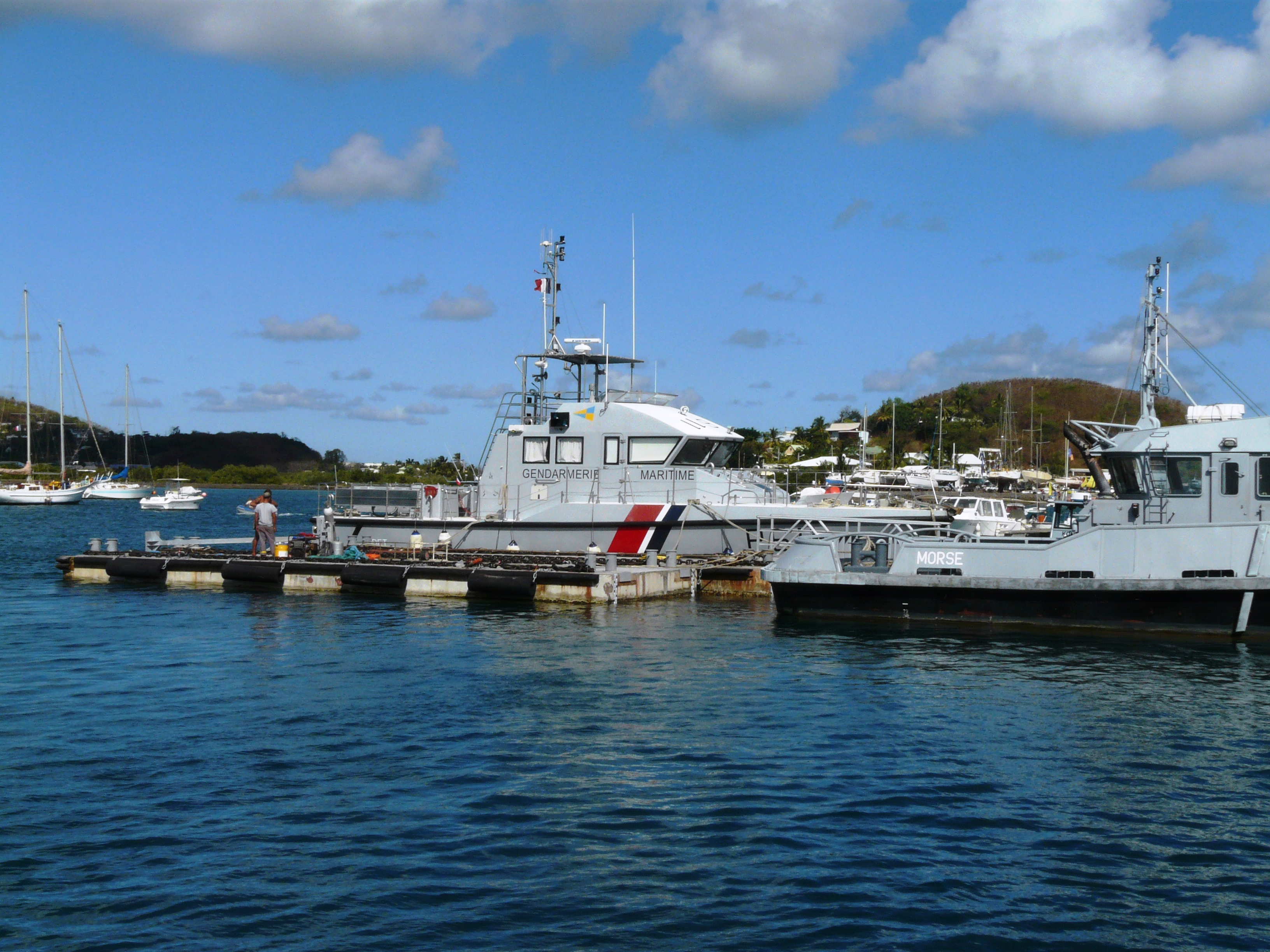
La vedette Odet (P611) de la Gendarmerie maritime et la poupe du remorqueur Morse (Y770) à Dzaoudzi en 2009.

Les forces navales sont réparties entre la Réunion, où se trouve la base navale du Port des Galets, et Mayotte où est implantée la base navale de Dzaoudzi (statut obtenu le 9 septembre 2016, auparavant élément de base navale (ELBN)). Elles se composent d'éléments de la force d'action navale et de la Gendarmerie maritime. En 2018, elles se composent de :
À La Réunion, base navale du Port des Galets
Bâtiments de souveraineté : 
- 2 frégates de surveillance de la classe Floréal armée chacune par équipage de 89 marins (11 officiers, 36 officiers mariniers et 42 quartiers-maîtres et matelots) et mettant en œuvre un unique hélicoptère Panther :
  - Le Floréal (F730) lancé en 1990 et admise au service actif en 1992.
  - Le Nivôse (F732) lancé en 1991 et admise au service actif en 1992.
- 1 patrouilleur et navire logistique polaire :
  - L'Astrolabe (P800) admis en service actif en 2017, propriété des Terres australes et antarctiques françaises (TAAF). Il remplace le patrouilleur océanique Albatros (P681), désarmé à Brest en 2015, et L'Astrolabe des TAAF vendu en 2017.
- 1 patrouilleur :
  - Le Malin (P701) lancé en 1997 et admis au service actif en 2008[5],[6].
- 1 Bâtiments multi-missions (BSAOM) de classe d'Entrecasteaux :
  - Le Champlain (A623) admis en service actif en 2017. Il remplace le bâtiment de transport léger La Grandière (L9034) rentré à Brest en 2016 pour son désarmement.

Bâtiments de soutien
- 2 pousseurs de port de type PS4 B, le n°36 admis au service actif en 1996 et le n°37 admis au service actif en 1997[7]

À Mayotte, base navale de Dzaoudzi (38 personnels en 2016)
- 2 vedettes côtières de surveillance maritime (VCSM) de la Gendarmerie maritime :
  - L'Odet (P611), lancé et admis au service actif en 2005 et armé par un équipage de 8 gendarmes maritimes. Détruite lors du cyclone Chido le 15 décembre 2024.
  - Le Verdon (P602), lancé  et admis au service actif en 2003, transféré de La Réunion durant l'été 2017[8]. Détruite lors du cyclone Chido le 15 décembre 2024[9],[10].
- 1 semi-rigide Zeppelin
  - Le Vetiver (P700) admis au service en 2010, 12.3 m de long (avec 2 x 250 cv) et armé par un équipage de 2 hommes. Il remplace la vedette de servitude côtière (VSC) Vetiver (P790), une ancienne vedette de la gendarmerie maritime de La Réunion..
- 1 chaland de transport de matériel :
  - Le CTM 13, lancé  et admis au service actif en 1983 et armé par un équipage de 6 hommes. Utilisé notamment pour le DLEM. Il remplace le CTM 18 depuis 2017 ou 2018.

Bâtiment de soutien 
- 1 remorqueur portuaire et pousseurs type RT 10 T, le Morse (Y770), admis au service actif en 2004 et armé par un équipage de 4 hommes. Il remplace le remorqueur portuaire de type Aigrette Martinet (Y636) désarmé en 2007.

À partir du poste de commandement de l’action de l’État en mer (PC AEM), la marine exploite notamment quatre radars de veille répartis sur le département.

#### Composante Air
L'armée de l'air est représentée par la Base aérienne 181 Saint-Denis-La Réunion (BA 181) installée sur le site de l'Aéroport de La Réunion Roland-Garros à Sainte-Marie.
- 2 avions de transport Airbus CN-235 (CASA) de l'escadron de transport ET 00.050 Réunion y sont basés.

### Soutien
La Base de défense La Réunion - Mayotte et le Groupement de soutien de la base de défense de La Réunion - Mayotte (GSBdD) ont été créés le 1er janvier 2011. Ils assurent les missions de soutien au profit des Forces armées de la zone sud de l'océan Indien. Le soutien commun et l’administration générale sont assurés par le GSBdD.
La Direction d'infrastructure de la Défense de Saint-Denis assure l’ensemble des missions de soutien spécialisé dans le domaine infrastructure.

### Autres unités militaires dans le sud de l'océan Indien
Un certain nombre de personnels de statut militaire servent dans le sud de l'océan Indien sans appartenir directement aux Forces armées de la zone sud de l'océan Indien. Il s'agit :
- Gendarmerie nationale à la Réunion et peloton de gendarmerie de haute montagne de la Réunion .
- des stagiaires et des formateurs du régiment du service militaire adapté de La Réunion (RSMA-R) de la Réunion et du bataillon du service militaire adapté (BSMA) de Mayotte.
- des éléments de la Gendarmerie nationale à la Réunion et à Mayotte. Ces éléments mettent notamment en œuvre des hélicoptères de type EC145 et AS350 Écureuil pour les missions de surveillance, de secours et d'intervention, ainsi que des véhicules blindés à roues de la Gendarmerie (VBRG). Destinés essentiellement au maintien de l'ordre, ces véhicules sont les seuls engins blindés déployés en permanence par les forces armées françaises dans la zone de l'océan Indien.

### Gendarmerie
La Réunion
Mayotte
Le Commandement de la gendarmerie (COMGEND) de Mayotte est fort de 170 militaires (février 2016), renforcés par un (1,25) escadron de gendarmerie mobile de 86 gendarmes relevé tous les trois mois. Il est subordonné au Commandement de la gendarmerie outre-mer (CGOM).
- État-major
- 6 brigades territoriales (septembre 2018)
  - Pamandzi
  - Bouéni
  - Mamoudzou
  - Mtsamboro
  - Sada
  - brigade territoriale autonome de Koungou, créée en 2018[13]
  - brigade territoriale autonome de Dembéni, création en 2019[13]
- 1 peloton de surveillance et d'intervention (Psig)
- 1 section de recherches (SR)
- 1 brigade de gendarmerie des transports aériens (GTA)
- 1 brigade nautique (BN) de Pamandzi, dotée notamment de 2 embarcations semi-rigides RHIB 11 Hard Top de 11 mètres. (Raidco Marine), le Kondzo (ESCG 0701) et le M'Djabbar (ESCG 0903)
- 1 section aérienne de gendarmerie (SAG) de Pamandzi, créée en 2009
  - Détachement aérien de la gendarmerie de Pamandzi (976) doté d'un hélicoptère AS350 Écureuil
- 1 antenne du GIGN (AGIGN), doté de 30 militaires, créée le 1er août 2016[13]
- 1 brigade de prévention de la délinquance juvénile (BPDJ) à Mamoudzou, créée en 2018[13]

Les autres moyens nautiques de sécurité publique sont ceux de la Police aux frontières (PAF) (deux semi-rigide d'interception RHIB 11 Hard Top de 11 mètres, la Mhodare et la Makini, un semi-rigide de 5,8 mètres Kingua ) et la Douane (direction régionale Mayotte) (semi-rigide d'interception, le Dziani qui remplace la vedette de surveillance rapprochée (VSR) Dziani (DF 290)).